# Jürgen Partenheimer

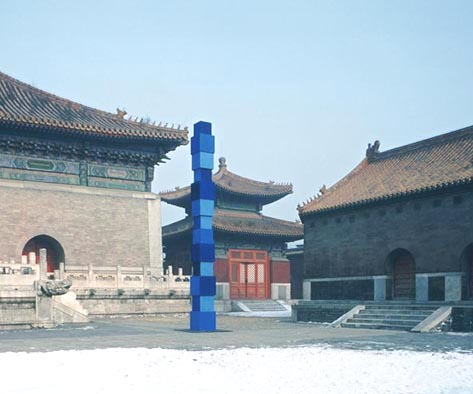
Jürgen Partenheimer, China, Museu Nacional de Belas Artes, Pequim, „Eixo do mundo“, Arquivos Imperiais, Cidade Proibida Pequim, 2000.

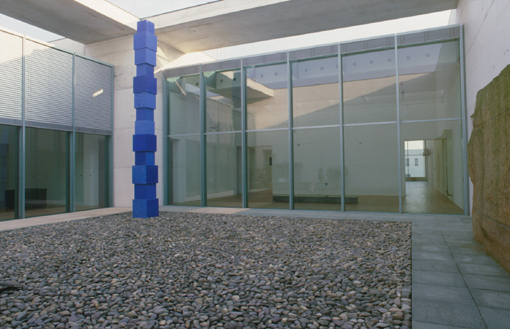
Jürgen Partenheimer, „Eixo do mundo“, Museu de Arte de Bonn, Alemanha, 1998-2007.

Jürgen Partenheimer (Munique, 14 de maio de 1947) é um artista alemão. Jürgen Partenheimer está entre os mais renomados artistas alemães de sua geração. Desde sua participação nas Bienais de Paris em 1980 e de Veneza em 1986, sua obra tem sido mostrada em diversos países do mundo.

## Obra

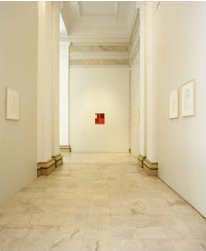
Jürgen Partenheimer, Pinacoteca do Estado de São Paulo, 2004.

O trabalho de Jürgen Partenheimer, surgido nos anos 80 na Alemanha, revela uma experiência profunda da arte e do mundo por meio de uma prática artística que se estende pelo desenho, pintura, escultura e poesia. Seu projeto estético desenvolve-se a partir da Abstração e tem o desenho como registro primeiro de todo pensamento e conceito de trabalho. Também importantes na estruturação de seu programa artístico estão a música e a literatura, as quais oferecem referentes e interlocutores fundamentais à sua morfologia abstrata. Suas arquiteturas sensíveis, seus planos fragmentados e esquadrinhados por meio de gestos que mais enunciam que afirmam, parecem, dentro da especificidade do meio, corresponder aos movimentos de uma composição musical ou aos ritmos e silêncios entre as palavras em um poema. Partenheimer trata os seus temas de modo conciso e exato, no limite da sua fisicalidade, explorando-os num ponto de transição entre a sua presença e a sua imaterialidade. O que parece arbitrário – as formas rudimentares e simples, a economia e o asceticismo do meio, a autonomia da linguagem, a tendência ao monocromático – é na verdade o que cria a estrutura e a imaginação da pintura.

## Biografia
Jürgen Partenheimer nasceu a 14 de maio de 1947 em Munique, Alemanha.
1968 – 1976. Estuda história da arte, história, filosofia e belas artes na Alemanha, Estados Unidos, México e França. 1970 – 1971 recebe Bolsa Columbus nos Estados Unidos.
1972 é convidado como artista-residente do Museu de Arte Abstrata Espanhol, Cuenca, Espanha. 1973 recebe o título de Mestre em Belas Artes do Departamento de Arte da Universidade de Arizona, Tucson, Estados Unidos. 1976 recebe Bolsa de pesquisas do Musée d’Art Moderne de la Ville de Paris, França. Termina o doutoramento em história da arte e filosofia na Universidade Ludwig-Maximilian, Munique, Alemanha. 1980 participa da XI Bienal de Paris. 1981 participa da exposição “Núcleo I” da XVI Bienal de São Paulo, Brasil. 1982 recebe o NEA Grant (National Endowment for the Arts) pela exposição Livros e desenhos na Franklin Furnace em Nova Iorque, e o Canada Council Grant para artistas visitantes estrangeiros, Montreal, Canadá. Convidado como professor-visitante de arte na Universidade Concordia, Montreal, Canadá. Bolsa da Renânia do Norte-Vestfália para artes visuais do Ministério da Cultura em Düsseldorf. 1983 – 1984 é convidado a ser artista-visitante no San Francisco Art Institute, São Francisco. 1985 – 1986 leciona como “professor-visitante ilustre” na Universidade da Califórnia, Davis, Estados Unidos e na Academia de Artes em Düsseldorf, Alemanha. 1986 participa da XLII Bienal de Veneza, Itália. 1987 – 1990 leciona como professor de arte na Rijksakademie van Beeldende Kunsten, Amsterdã, Países Baixos. 1991 escreve o manifesto poético De Coloribus. Ensaio sobre as cores, co-publicado em Düsseldorf, Amsterdã e São Francisco. 1991 – 1994 convidado como professor-visitante de arte no Royal College of Art, Edimburgo, Escócia. 1995 recebe o prêmio de crítico de arte da cidade de Madrid, Espanha. 1999 participa do simpósio internacional “Ciência, Tecnologia, Literatura e as Artes” da Universidade de Santiago de Compostela, Espanha. 2001 Simpósio internacional Crossmapping – Partenheimer in China no Museu de Arte de Bonn em colaboração com a Fundação Alexander von Humboldt, Bonn, homenageando as exposições de Jürgen Partenheimer em Pequim e Nanquim. 2003 recebido como convidado de honra da Academia Alemã de Villa Massimo, Roma, Itália. 2004 Ordem de Mérito da República Federal da Alemanha por sua contribuição artística destacável. Grande Prêmio de Artes Visuais de 2004 da Fundação das Artes de Dortmund. 2005 convidado como artista-residente no Edifício Copan da EXO experimental e Goethe Institut Sao Paulo, Brasil. 2006 convite do Nietzsche-Haus em Sils im Engadin/Segl, Suíça, realização do „Zyklus Sils-Maria – 24 aquarelas“. Palestra no Henry Moore Institute, Leeds. Museu Haus der Kunst München, debate e apresentação do „Diário Paulistano - Copan“. 2007 exposição Copan, Diário Paulistano na Pinacoteca do Estado de São Paulo. Abertura da exposição „Metaphysische Landschaft“ no Nietzsche-Haus, Sils-Maria, Suíça.

## Exposições selecionadas 1980 - 2007

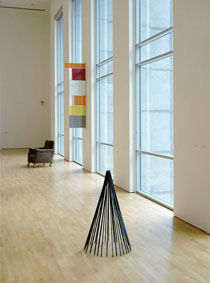
Jürgen Partenheimer, „La robe des choses“, S.M.A.K., Gand, Bélgica, 2002.

2015 Musée Ariana, Genf, Genève, Geneva. "Jürgen Partenheimer: Calliope" (cat.)
2014 Contemporary Art Gallery, Vancouver „The Archive – The Raven Diaries“ (cat.)
2014 „Het Archief“, Gemeentemuseum Den Haag
2014 „Le Bouleau Volant“, Sammlung Falckenberg, Hamburg
2014 „Das Archiv“, Pinakothek der Moderne, München

2008: IKON Gallery Birmingham, „discontinuity, paradox & precision“ (Kat.)

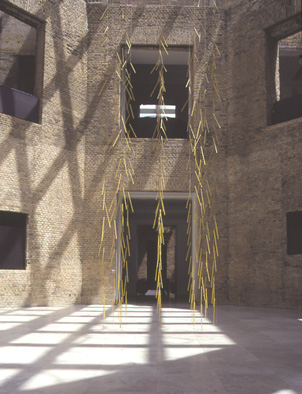
Jürgen Partenheimer, „La caida del humo“, Pinacoteca do Estado de São Paulo, 2004.

2007 Nietzsche-Haus, Sils-Maria, Suíça, „Metaphysical landcsape“
2007 Pinacoteca Do Estado, São Paulo, Brasil, „Copan, Diário Paulistano“
2006 Staatliche Kunsthalle Karlsruhe, Alemanha, „Roma - São Paulo“
2005  SLUB Dresden, Alemanha, „Künstlerbücher / Artists Books“
2004  Museum am Ostwall, Dortmund, Alemanha, „Gentle Madness“
2004 Royal Hibernian Academy, Dublim, Irlanda  „Joyce in Art“
2003 Pinacoteca do Estado, São Paulo, Brasil, „Suave Loucura“
2002  S.M.A.K. Stedelijk Museum voor  Aktuele Kunst, Gand, Bélgica „La robe des choses“
2000 National Museum of Fine Arts, Pequim; Nanjing Museum, Nanjim, China
2000  Fundaçao Centro Cultural de Belém, Lisboa, Portugal
2000 Gemeentemuseum Haia, Países Baixos „Horos“
1999 Centro Galego de Arte Contemporanea, Santiago de Compostela, Espanha
1998  Contemporary Art Museum, Tampa, Estados Unidos, „Songs and other lies“
1998   IVAM Centre Julio Gonzalez, Valência, Espanha, „Cantos“
1997 Stedelijk Museum Amsterdam, Países Baixos, „Cantos“,
1997 Singapore Art Museum, Singapura, „German Art“
1995 MAC Museo de Arte Contemporaneo, Madri, Espanha
1994   The Museum of Modern Art, Nova Iorque, Estados Unidos
1994  Staatliche Graphische Sammlung Munique; Kunstmuseum Bonn, Alemanha
1993   Gemeentemuseum Haia, Países Baixos, „Horos“
1993  Städelsches Kunstinstitut, Frankfurt, Alemanha, „Narrow Gates“
1992  Museum Ludwig, Colônia, Alemanha
1991 Museum of Fine Art, Houston, Estados Unidos
1990 Hamburger Kunsthalle, Hamburgo, Alemanha, „Vasts Apart“
1989  National Gallery of Art, Washington, Estados Unidos, „The 1980s“
1989  Fundació Juan Miró, Barcelona, Espanha, „Biennal De Dibujo“
1988 Nationalgalerie Berlim, Alemanha, „Verwandlung-Heimkehr“
1988 Museum van Hedendaagse Kunst, Gand, Bélgica, „Signaturen“
1986  XLII. Venice Biennial, Settore Arte Visivi, Veneza, Itália
1986 San Francisco Museum of Modern Art, São Francisco, Estados Unidos
1985  Nationalgalerie Berlim, Alemanha “1945-1985 Arte na Alemanha“
1985  Kunstmuseum Bern, Suíça, „Das poetische ABC“
1983 Kunstraum München, Munique, Alemanha, „Der Weg der Nashörner“
1982  Artists Space, Nova Iorque, Estados Unidos, „Drawings“
1981 XVI.Biennial São Paulo, Brasil,  „Nukleus I“
1981 Galeria de Arte Moderna, Lisboa, Portugal, „Arte International“
1980 XI.Biennale de Paris, Musée d´Art Moderne de la Ville de Paris, França

## Livros selecionados
Beatrice v. Bismarck, Franz Kaiser: Jürgen Partenheimer. Ausgewählte Texte – Selected Texts, Frankfurt. Edition Cantz, 1993   ISBN 3-89322-539-0
Christa Häusler: Partenheimer, Architektur und Skulptur,
Hatje Cantz - Reihe Cantz, 1994   ISBN 3-89322-284-7
Rudi Fuchs: Partenheimer. Cantos, Amsterdam, 1997   ISBN 90-5006-122-2
Juan Manuel Bonet: Jürgen Partenheimer. Cantos y otras mentiras, Valencia.
Richter Verlag, 1998   ISBN 84-482-1696-2
Klaus Schrenk: Jürgen Partenheimer. Fragmente, Karlsruhe. Richter Verlag, 1998
ISBN 3-928762-86-9
Miguel Fernandez Cid: Jürgen Partenheimer. Santiago de Compostela, 1999
ISBN 84-453-2589-2
Franz Kaiser: Jürgen Partenheimer. Architecture-Sculpture, Haia.
Richter Verlag, 2000  ISBN 9-933807-32-8
Dieter Ronte: Partenheimer in China. Richter Verlag, 2000  ISBN 3-933807-56-5
Jan Hoet: Jürgen Partenheimer. La robe des choses, Gand. Merz Verlag, 2002
ISBN 90-769-7908-1
Heinz Althöfer, Bazon Brock: Jürgen Partenheimer. Der Schein der Dinge, Dortmund.
Richter Verlag,  2004   ISBN 3-937572-10-4
Marcelo M. Araujo: Jürgen Partenheimer. Suave Loucura, São Paulo. Editora Estação Liberdade,  2005   ISBN 85-7448-103-3
Klaus Schrenk: Jürgen Partenheimer. Roma - São Paulo, Karlsruhe.
Richter Verlag, 2006   ISBN 3-937572-53-8
Jürgen Partenheimer: Copan. São Paulo Tagebuch, Karlsruhe, 2006
ISBN 3-925212-65-5
Anne Claire Schumacher: Jürgen Partenheimer - Calliope, Genf. Snoeck, Köln, 2015, ISBN 978-386442-147-1

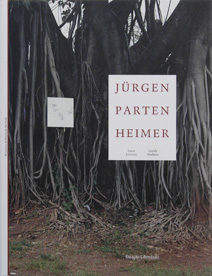
Jürgen Partenheimer, Suave Loucura, São Paulo. Editora Estação Liberdade, 2005
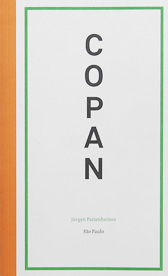
Jürgen Partenheimer, Copan - Diario Paulistano, 2006
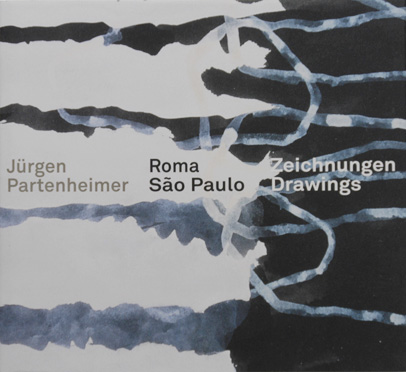
Jürgen Partenheimer. Roma - São Paulo, Staatliche Kunsthalle Karlsruhe, 2006